# Atlanta
Atlanta (in inglese , /ætˈlæntə/) è una città degli Stati Uniti d'America, capitale dello Stato della Georgia. Al censimento del 2020 la popolazione era di 498 715 abitanti. Secondo stime del 2021 l'area metropolitana conta 6 144 050 persone ed è l'ottava di tutti gli Stati Uniti d'America. Atlanta è divisa amministrativamente in due contee, la contea di Fulton e quella, meno estesa, di DeKalb.
La città è suddivisa in 242 quartieri che si sviluppano attorno ai tre distretti principali di Downtown, Midtown e Buckhead (riconoscibili per i loro grattacieli), che rappresentano i centri commerciale e finanziario di Atlanta essendo sede delle principali banche e aziende. Atlanta rappresenta anche un polo d'eccellenza per l'insegnamento universitario essendo la sede del politecnico Georgia Tech, dell'università Georgia State University nonché della prestigiosa università privata Università Emory. La città è anche conosciuta per essere la sede di numerose università storicamente afroamericane quali l'Università Clark e il Morehouse College, quest'ultimo frequentato anche da Martin Luther King, attivista per i diritti umani e leader del Movimento per i diritti civili degli afroamericani, che ad Atlanta era nato.
Il primo insediamento di quella che sarà conosciuta come Atlanta fu fondato nel 1837, all'intersezione di due linee ferroviarie. Quasi totalmente rasa al suolo durante la guerra di secessione americana, la città conobbe uno sviluppo senza precedenti negli anni seguenti diventando in breve tempo un centro economico di importanza nazionale. Questo risultato fu possibile grazie alla sua posizione di principale hub degli Stati Uniti sud-orientali grazie allo sviluppo di una fitta rete di autostrade, ferrovie e lo sviluppo dell'Aeroporto Internazionale Hartsfield-Jackson, il più trafficato dal 1998 al 2012. La città ha ricevuto visibilità internazionale nel 1996 per avere ospitato i XXVI Giochi olimpici dell'era moderna.
L'area metropolitana di Atlanta ha generato un prodotto interno lordo di 270 miliardi di dollari nel 2010, piazzandola al quindicesimo posto al mondo in questa speciale classifica. L'economia della città risulta piuttosto differenziata, ciononostante le industrie dominanti afferiscono ai settori della logistica, dei servizi di consulenza commerciale, dei media e delle tecnologie dell'informazione. La città è meglio conosciuta come sede della multinazionale produttrice di bevande analcoliche The Coca-Cola Company, ma ospita i quartieri generali di altre grandi aziende inserite nella prestigiosa lista Fortune 100 tra le quali Delta Air Lines, United Parcel Service (UPS), Turner Broadcasting System, AT&T Mobility e Home Depot tra le altre. Si stima che Atlanta sia la terza città degli Stati Uniti d'America per numero di aziende con quartier generale all'interno della propria area metropolitana.

## Storia

### Fondazione di Atlanta
Prima dell'arrivo dei colonizzatori europei la zona dove sarebbe sorta Atlanta era popolata da nativi americani appartenenti alle tribù dei Creek e dei Cherokee. A seguito delle sistematiche rimozioni dei nativi americani operate dallo Stato della Georgia tra il 1802 e il 1825, i Creek cedettero la zona nel 1821 lasciando spazio ai colonizzatori bianchi. La storia di Atlanta si fa comunemente iniziare nel 1836, quando l'Assemblea Generale dello Stato della Georgia decise la costruzione di una ferrovia che doveva unire il porto di Savannah alle città del Midwest. Fu deciso che il punto più propizio per costruire il terminal della nuova linea ferroviaria Western and Atlantic Railroad sarebbe stata l'area corrispondente all'odierna Downtown Atlanta, più precisamente in corrispondenza dell'odierna stazione della metropolitana di Atlanta denominata Five Points.
Nel 1837 fu creato il primo insediamento con il nome prima di "Terminus", di "Thrasherville" nel 1839 e di "Marthasville" nel 1842 quando la popolazione si attestava sui 30 residenti. Dopo avere cambiato di nuovo nome in "Atlantica-Pacifica", il 29 dicembre 1847 all'insediamento fu dato il nome definitivo di Atlanta, in onore della figlia dell'ex-governatore georgiano Wilson Lumpkin. Se nel 1850 la città contava di 2 572 abitanti, questo numero quasi quadruplicò nei successivi dieci anni, toccando quota 9 554 nel 1860. Questo incremento nella popolazione fu dovuto per la maggior parte all'importanza sempre maggiore della linea ferroviaria che si estese ulteriormente negli anni successivi.

### Dalla Guerra Civile Americana alNew South

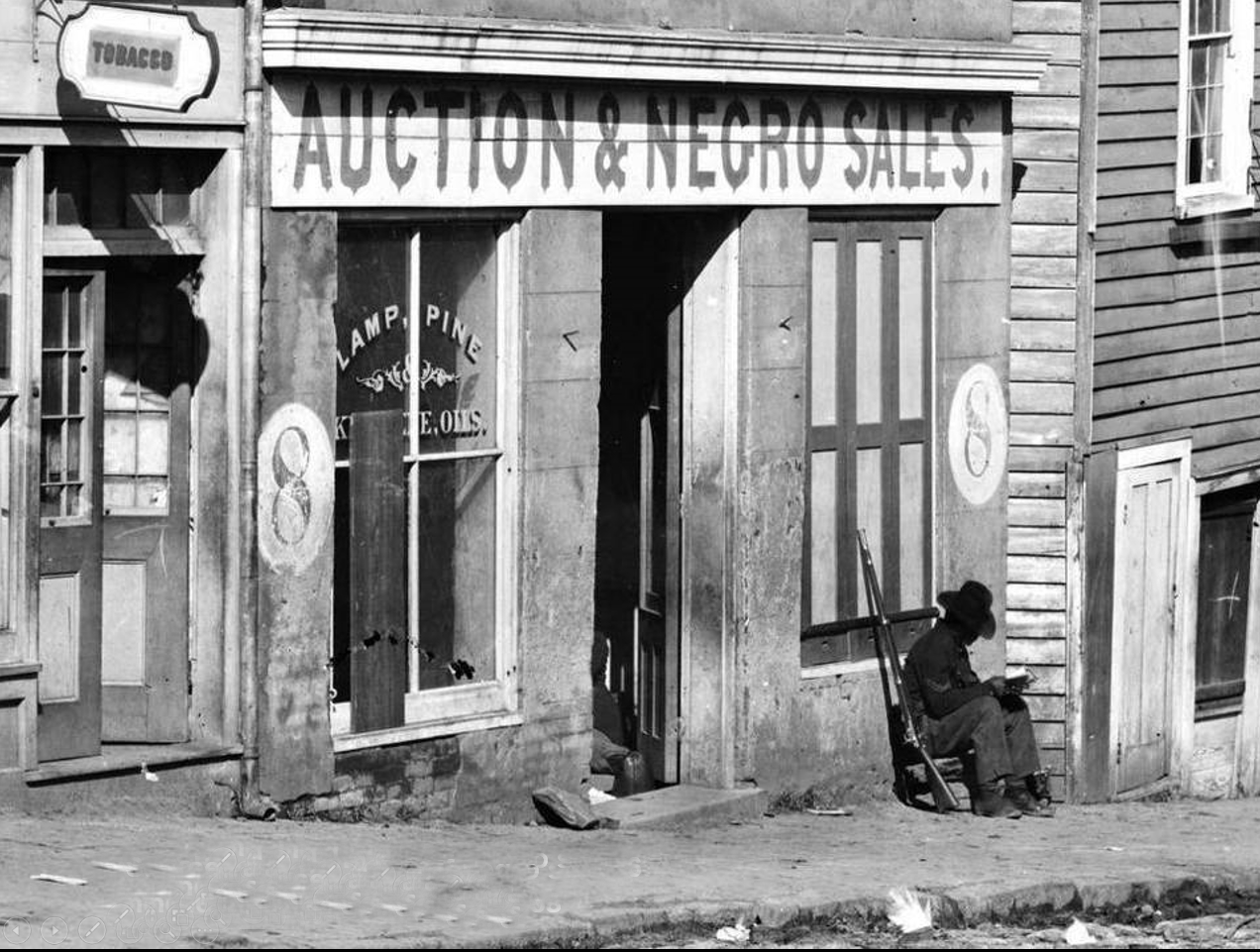
Casa d'aste per schiavi in Whitehall Street, Atlanta, 1864

La posizione di Atlanta come centro di comunicazioni ferroviarie ne fece il nodo cruciale per il rifornimento di razioni e munizioni destinate alle truppe dell'esercito degli Stati Confederati d'America (a fianco dei quali la Georgia si schierò dall'inizio delle ostilità). La caduta della città in mano delle truppe dell'Unione guidate dal generale William T. Sherman il 2 settembre del 1864 segnò la fine della campagna di Atlanta. Nel novembre dello stesso anno, prima di ripartire per la campagna conosciuta come marcia verso il mare, le truppe di Sherman (dopo avere evacuato le persone) appiccarono il fuoco alla città distruggendone i due terzi. Il ricordo di questo evento è immortalato nel sigillo della città rappresentante una fenice sovrastata dal motto "Resurgens" e le date di fondazione (1847) e di ricostruzione dopo l'incendio durante la guerra civile (1865).

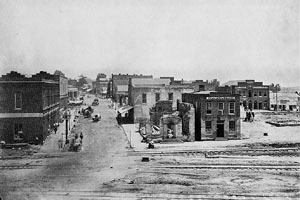
Rovine di Atlanta alla fine della guerra civile americana

La ricostruzione di Atlanta dalle ceneri della guerra civile fu rapida, in quanto tra il 1865 e il 1870 la città conobbe un periodo di rapido sviluppo che portò la popolazione al livello di 33.336 abitanti nel 1880 soprattutto grazie ad immigrati e schiavi liberati a seguito del XIII emendamento. La ripresa dello sviluppo fu ispirata dalla visione del giornalista e oratore Henry W. Grady, che coniò il termine New South per descrivere un modello di sviluppo indipendente dalle piantagioni schiaviste caratterizzanti l'economia precedente alla guerra civile nelle nazioni ex confederate. All'economia schiavista, il New South contrapponeva lo sviluppo di tecnico simile a quello operato nelle grandi città industriali del Nord. Risale a questo periodo la fondazione del Georgia Institute of Technology, nel 1885, e di molti college per afroamericani quali il Morehouse College, la Clark University e il Morris Brown College. Questo periodo di espansione economica e demografica culminò nel 1895 con l'Esposizione Universale degli Stati produttori di Cotone che si tenne a Piedmont Park, nell'odierno quartiere di Midtown Atlanta. L'evento è ricordato anche per l'oratoria conosciuta come Compromesso di Atlanta, tenuta dal leader e educatore afroamericano Booker T. Washington.

### L'Atlanta Race Riote la seconda guerra mondiale
All'inizio del XX secolo lo sviluppo di Atlanta non accennava a rallentare. La popolazione aveva toccato i 90 000 abitanti nel 1900 per raggiungere quota 150 000 dieci anni più tardi e con il maggiore inurbamento si intensificarono i contatti tra persone appartenenti alla classe lavoratrice afroamericana e bianca. L'intensificarsi delle tensioni sfociò negli eventi del 22-24 settembre 1906 conosciuti come Atlanta Race Riot, nel quale milizie di bianchi diedero l'assalto a negozi di proprietà di afroamericani in seguito alla notizia, mai accertata, di violenze sessuali subite da donne bianche ad opera di uomini afroamericani. Se il numero delle vittime rimane tutt'oggi incerto (stime parlano di 25 morti afroamericani e due bianchi) questi eventi ebbero la conseguenza di creare due economie separate. Un esempio di questa situazione di sviluppo di due economie in parallelo è rappresentato dalla vitalità del quartiere di Sweet Auburn, dove negozi e officine gestiti da afroamericani si concentrarono e proliferarono durante la segregazione. La polarizzazione che ne seguì pose le basi per l'implementazione del cosiddetto sistema Jim Crow, che avrebbe tenuto le vite di afroamericani e bianchi separati per decenni a venire.
Il 21 maggio 1917 la città fu sconvolta da un altro incendio che distrusse quasi 2 000 edifici e causò l'evacuazione di 10 000 abitanti. Tuttavia questo evento non arrestò lo sviluppo della città che alle soglie della seconda guerra mondiale contava più di 300 000 abitanti ed era sede di alcune tra le più importanti aziende del paese quali la Coca Cola Company (fondata nel 1886 dal farmacista John Pemberton), la Delta Air Lines (che trasferì il suo quartier generale ad Atlanta nel 1941). Durante la seconda guerra mondiale Atlanta ebbe un ruolo di primo piano nel sostenere l'economia di guerra e la popolazione urbana raggiunse i 330 000 abitanti nel 1950.

### Il Dopoguerra e il Movimento per i Diritti Civili
Nel 1952 la città si espanse per incorporare il quartiere di Buckhead, a nord, raggiungendo i 400 000 abitanti. Questa espansione, unitamente alla fine della segregazione nei quartieri, portò all'aumento della percentuale di residenti afroamericani nella città e al conseguente spostamento dei bianchi nei suburbs (un fenomeno conosciuto come "white flight"). Questo spostamento di popolazione fece sì che la popolazione afroamericana arrivò a costituire la maggioranza degli abitanti di Atlanta a partire dagli anni settanta. Gli anni cinquanta segnarono anche l'inizio della desegregazione nei trasporti pubblici (1959) che proseguì negli anni a venire con la desegregazione nei cinema (1963) e nelle scuole pubbliche
(1973).

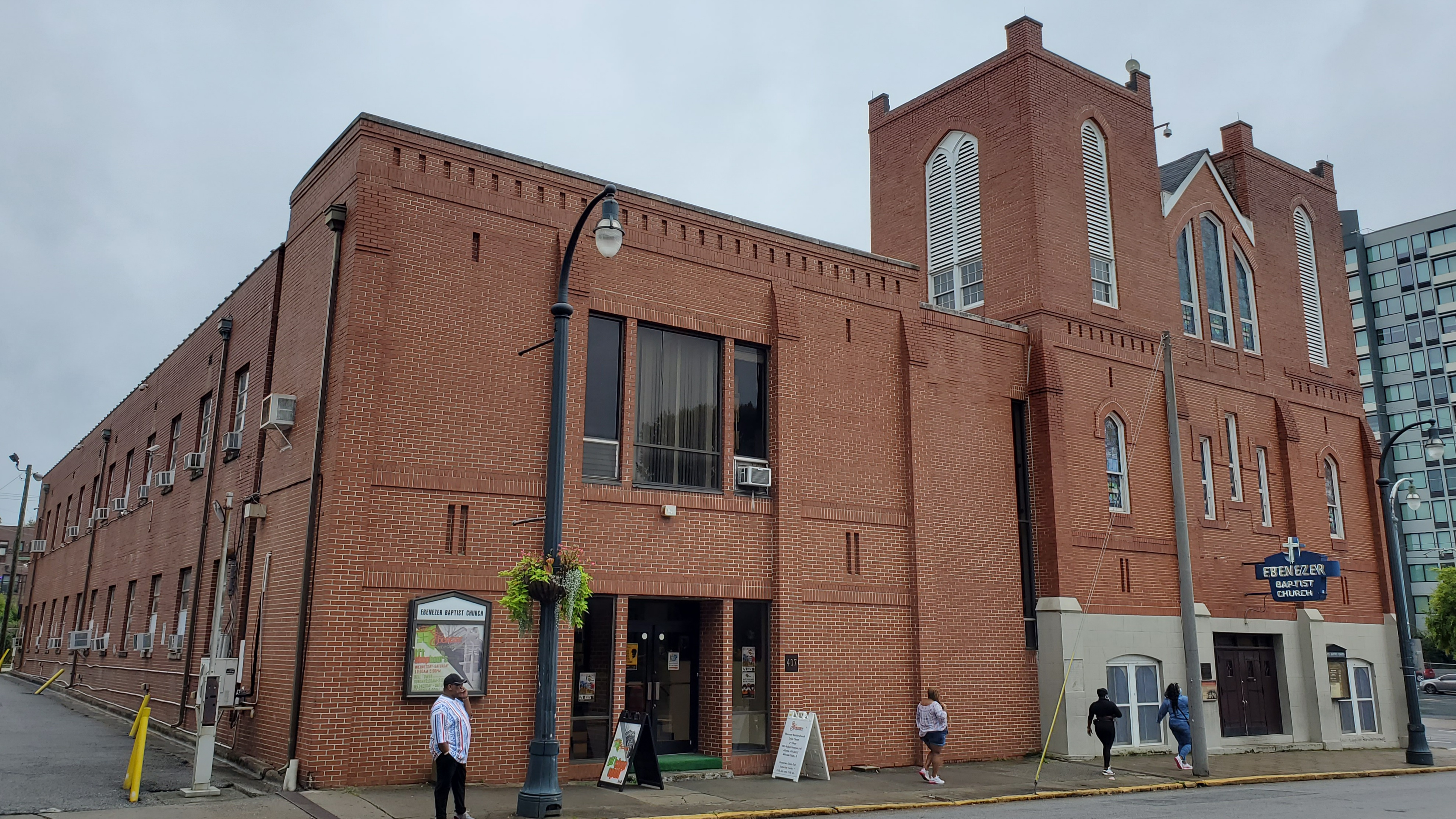
Esterno della Ebenezer Baptist Church nel quartiere di Sweet Auburn

Il movimento per i diritti civili iniziato dal gesto di Rosa Parks che portò al boicottaggio della linea di autobus a Montgomery, Alabama vide Atlanta giocare un ruolo organizzativo importante. In primo luogo il pastore della congregazione di Montgomery era il pastore Martin Luther King, nato ad Atlanta e il cui padre, Martin Luther King Senior, predicava alla Ebenezer Baptist Church nel quartiere Atlantino di Sweet Auburn. In secondo luogo il movimento per i diritti civili si giovò della presenza di studenti delle università storicamente afroamericane con sede ad Atlanta. Il periodo di lotte per i diritti civili culminò con l'elezione del primo sindaco afroamericano nella storia di Atlanta, Maynard Jackson.

### Gli anni ottanta e i Giochi Olimpici del 1996
All'inizio degli anni ottanta Atlanta si presenta con una popolazione in declino, come tutte le altre grandi città americane in questo periodo. Nonostante i problemi demografici, la città si dota di un sistema di metropolitana operativo dal 1979, di un Centro Congressi (il Georgia World Congress Center) nel 1973 e allo stesso periodo risale la costruzione dei grattacieli che daranno alla skyline di Atlanta la sua forma attuale. Risalgono infatti a questo periodo i tre grattacieli più alti di Atlanta: il One Atlantic Center (1987), il Sun Trust Plaza (1992) e il Bank of America Plaza (1992). Nello stesso periodo nuove aziende vengono fondate o spostano i propri quartier generali nella città Georgiana. Nell'industria dell'informazione e media Ted Turner fonda la Turner Broadcasting System nel 1970 ad Atlanta, dalla quale nascerà il canale all-news CNN. Nel 1991 la United Parcel Service (UPS) sposta il suo quartier generale da Greenwich, Connecticut ad Atlanta. Nel 1985 viene fondata ad Atlanta Home Depot, Inc., che in poco tempo diventerà un attore di primo piano nel mercato dei prodotti fai da te. Nel mentre l'Aeroporto Internazionale di Atlanta Hartsfield-Jackson nel 1998 diventa il primo al mondo per numero di passeggeri in transito, record che mantiene al 2012 incluso.

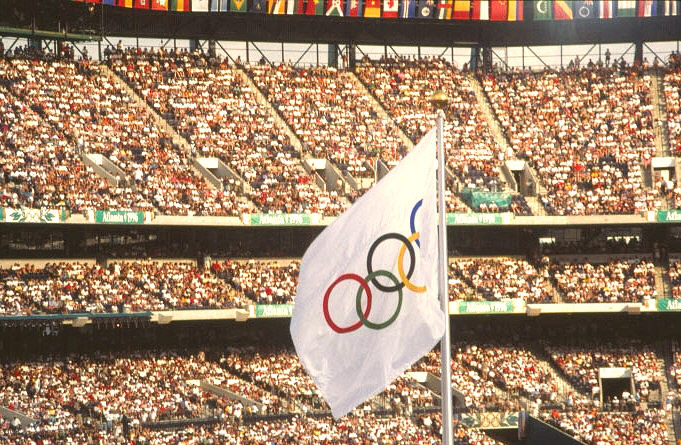
La bandiera olimpica sventola all'interno del Centennial Olympic Stadium di Atlanta

Nel 1990 la città, guidata dal sindaco successore di Andrew Young, Bill Campbell, venne scelta dal Comitato Olimpico Internazionale (CIO) per ospitare i giochi della XXVI Olimpiade Estiva, battendo la concorrenza di Atene, Toronto, Melbourne, Manchester e Belgrado. L'evento, anche se segnato dall'evento tragico dello scoppio di una bomba al Centennial Olympic Park (centro di festeggiamenti e premiazioni olimpiche), ha coinvolto tutta la città avendo una ricaduta positiva sulla sua ripresa negli anni seguenti i giochi.

### Dal 1996 ad oggi
I primi anni 2000 sono stati ancora marcati dall'ennesimo cambio demografico, in quanto la città ha ricominciato ad attrarre abitanti (soprattutto laureati). Questo nuovo trend ha portato all'espansione del principale polo museale della città, l'High Museum of Art, e il quartiere Westside è stato trasformato da industriale a nuovo polo dell'arte. Se Downtown rimane il centro del business cittadino, Midtown sembra destinato ad essere il centro culturale mentre a Buckhead hanno sede assicurazioni e il centro finanziario.

## Geografia fisica

### Territorio
La città, che si trova a 320 m sul livello del mare, occupa un'area totale di circa 343 km², 1,8 dei quali sono occupati da acqua (0,51% dell'intera superficie). Atlanta si trova in cima a una cresta a sud del fiume Chattahoochee e ha l'elevazione sul livello del mare più alta di qualsiasi grande città a est di Denver. Atlanta è situata sul dorsale sud del fiume Chattahoochee, facente parte del bacino fluviale ACF (A - Fiume Apalachicola, C - Fiume Chattahoochee, e F - Fiume Flint) situato negli Stati Uniti sud-orientali con foce nel golfo del Messico.

### Clima
Secondo la classificazione dei climi di Köppen, Atlanta ha un clima umido subtropicale (Cfa) caratterizzato da quattro stagioni ben distinte e abbondanti precipitazioni durante tutto l'anno. Le estati sono calde e umide, con temperature solo parzialmente mitigate dall'altitudine. La temperatura media registrata in luglio si attesta sui 26,8 °C, con picchi oltre i 38 °C. In questo periodo dell'anno la probabilità di temporali pomeridiani, che causano un abbassamento della temperatura anche sotto i 29 °C, è del 20–40%. La temperatura media in gennaio è di 6,3 °C, con nevicate assenti anche per molti anni di seguito.

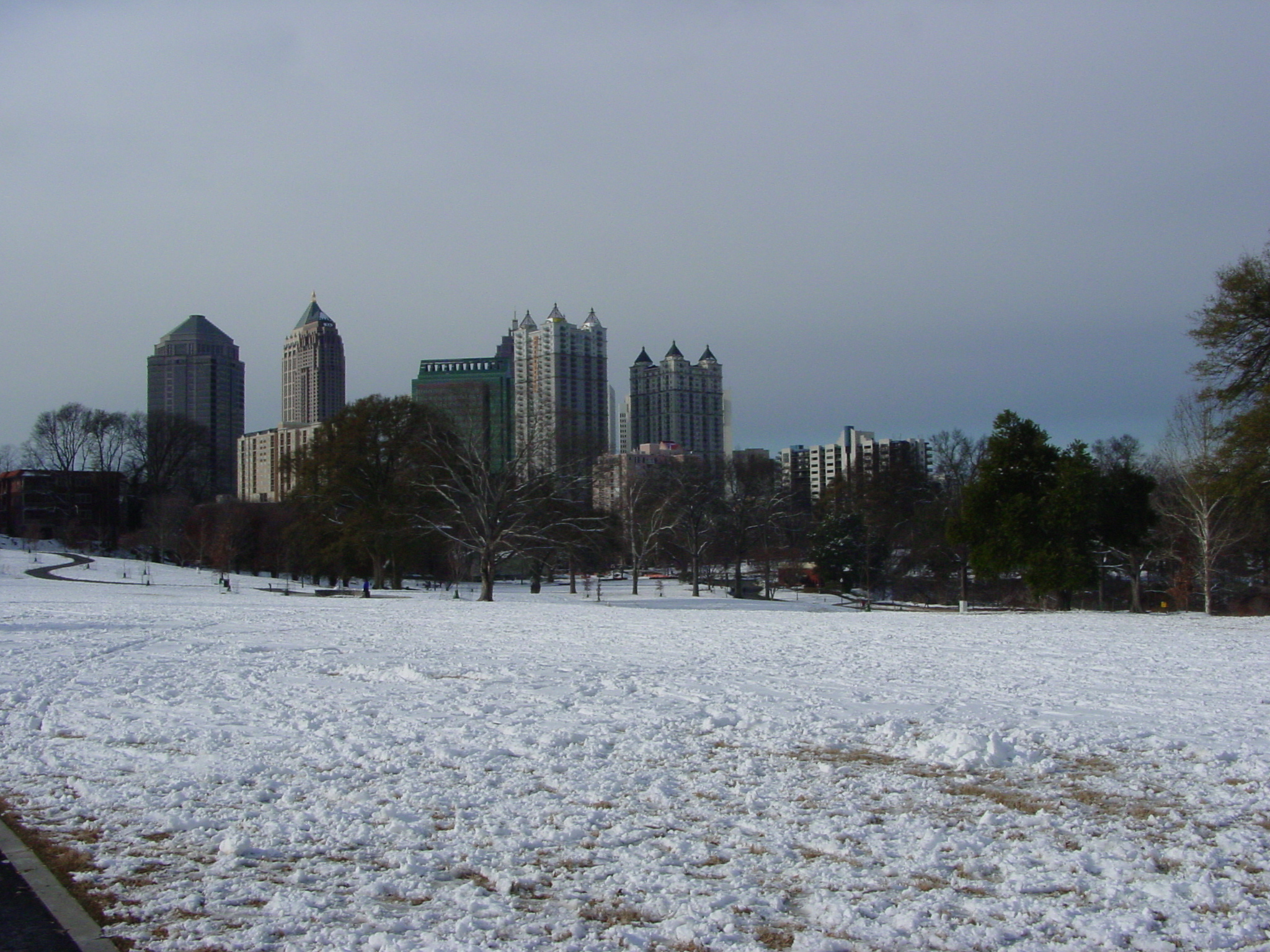
Il Piedmont Park di Atlanta, sotto una nevicata invernale.

Come il resto degli Stati Uniti sud-orientali Atlanta riceve abbondanti piogge, uniformemente distribuite durante il corso dell'anno con l'eccezione dei periodi più secchi di primavera e inizio autunno. Le precipitazioni medie annuali si attestano sui 1260 mm, mentre le nevicate sono sporadiche con una media di circa 5,3 cm all'anno. La nevicata più intensa ebbe luogo il 23 gennaio del 1940, quando in una giornata caddero 25 cm di neve. A causare più problemi delle nevicate sono le tempeste di ghiaccio, tra le quali per intensità si ricordano quelle del 7 gennaio 1973 e del 9 gennaio 2011. I tornado solitamente non minacciano i confini cittadini, tranne rare eccezioni come quella verificatasi il 15 marzo 2008 quando un tornado di magnitudo EF2 danneggiò alcuni grattacieli in Downtown Atlanta.
| Medie mensili                                                                                              | Anno   | Gen   | Feb   | Mar   | Apr  | Mag  | Giu   | Lug   | Ago  | Set   | Ott  | Nov   | Dic  |
| --- | ------ | ----- | ----- | ----- | ---- | ---- | ----- | ----- | ---- | ----- | ---- | ----- | ---- |
| Temp. massime (°C)                                                                                         | 22,3   | 11,5  | 13,9  | 18,3  | 22,7 | 26,8 | 30,5  | 31,9  | 31,3 | 28,0  | 22,8 | 17,7  | 12,4 |
| Temp. medie (°C)                                                                                           | 17,0   | 6,4   | 8,6   | 12,6  | 16,7 | 21,3 | 25,2  | 26,9  | 26,4 | 23,1  | 17,4 | 12,3  | 7,5  |
| Temp. minime (°C)                                                                                          | 11,7   | 1,2   | 3,2   | 6,8   | 10,8 | 15,7 | 20,0  | 21,8  | 21,4 | 18,1  | 12,1 | 6,8   | 2,5  |
| Precipitazioni (mm)                                                                                        | 1261,9 | 106,7 | 118,6 | 121,9 | 85,3 | 93,0 | 100,3 | 133,6 | 99,1 | 113,5 | 86,6 | 104,1 | 99,1 |
| Fonte: Dati Climatici per Atlanta, Georgia (Aeroporto internazionale Hartsfield–Jackson), medie 1981–2010. |        |       |       |       |      |      |       |       |      |       |      |       |      |

## Economia
Il Prodotto Interno Lordo generato dalla città la rende l'ottava economia degli USA e la 17ma nel mondo. Nella città sono presenti molte delle multinazionali presenti nella prestigiosa lista Fortune 500 (e il 75% di aziende della lista Fortune 1000), che scelgono Atlanta come sito per le proprie sedi centrali regionali o nazionali. Questa concentrazione risulta essere la quarta in tutti gli USA dietro New York, Houston e Dallas. Tra le aziende multinazionali con quartier generali ad Atlanta possiamo trovare The Coca-Cola Company, The Home Depot, Delta Air Lines, AT&T Mobility, UPS e Newell-Rubbermaid. Uscendo dai confini cittadini, anche l'area metropolitana ospita le sedi principali di alcune aziende importanti tra le quali Arby's, Chick-fil-A, EarthLink, Equifax, First Data, NCR, Oxford Industries, Southern Company, SunTrust Bank e Waffle House.

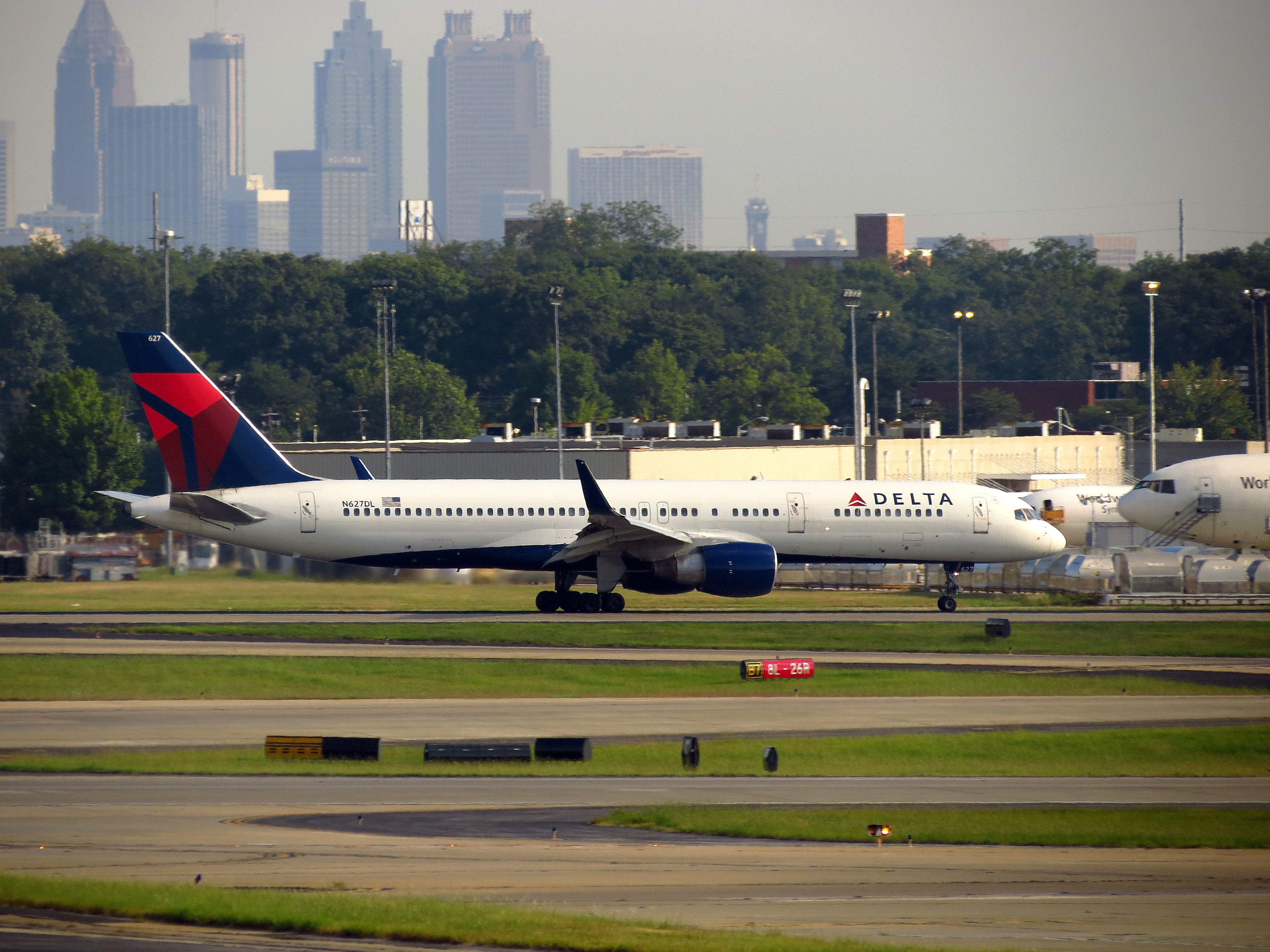
Un aereo Delta in rullaggio sulla pista dell'Aeroporto Internazionale di Atlanta, sullo sfondo lo skyline di Midtown Atlanta

Nata come una città di snodo ferroviario, la logistica rimane tutt'oggi una delle attività commerciali principali praticate ad Atlanta, al 2012 la maggior parte della forza lavoro era impiegata nei settori di commercio, trasporti e servizi, seguiti dai servizi professionali e di consulenza aziendale e funzioni all'interno del governo locale o regionale. La costruzione dell'Aeroporto Internazionale Hartsfield-Jackson negli anni cinquanta ha ulteriormente stimolato la crescita di Atlanta nel settore del commercio, con la Delta Air Lines che rappresenta il terzo datore di lavoro della città e l'aeroporto che da molti anni è il più trafficato al mondo per passengeri e merci combinate. La presenza di un aeroporto internazionale tra i più importanti al mondo ha anche stimolato la nascita di consolati con sede ad Atlanta, che si vanno ad aggiungere alle sedi del governo locale e regionale già presenti in città.

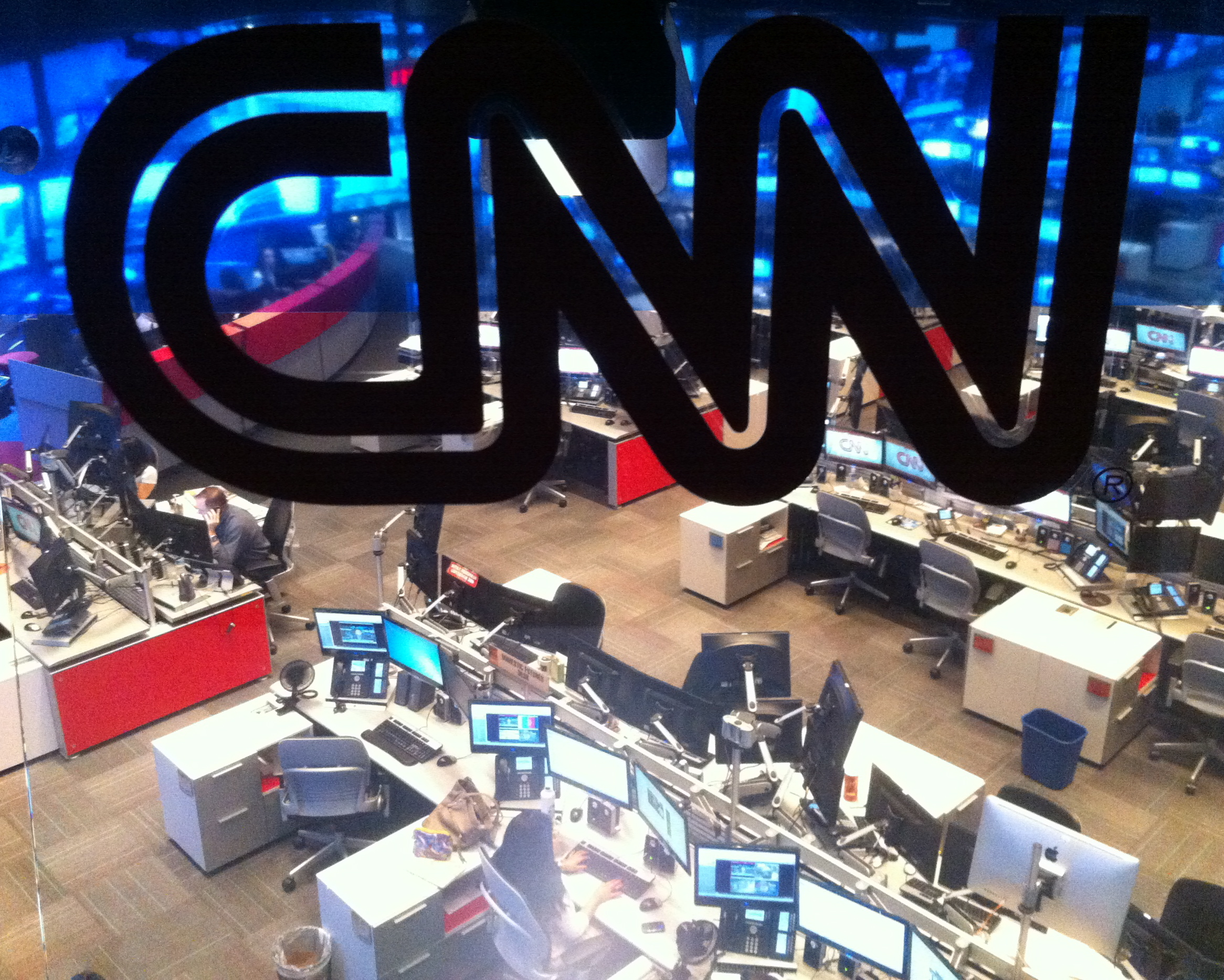
La control room all'interno del CNN Center

Un altro settore importante per l'economia della città è rappresentato dai media. Ted Turner fondò la Cable News Network (CNN) ad Atlanta nel 1980 e nel tempo a questo primo canale all-news se ne aggiunsero altri, tra i più noti Cartoon Network, Boomerang, TNT, CNN International, CNN en Español. Ha sede nel CNN Center di fronte al Centennial Olympic Park. Altre agenzie di media con sede nella città o nelle sue vicinanze sono The Weather Channel e Cox Enterprises (una delle maggiori televisioni via cavo degli Stati Uniti). La presenza dei Turner Studios rende Atlanta la quarta città degli Stati Uniti per numero di serie televisive e film prodotti, tra i più acclamati Via col vento (1939), A spasso con Daisy (1989), Virus letale (1995), Tre all'improvviso (2010) e Contagion (2011). Tra i telefilm girati ad Atlanta si ricordano The Walking Dead, Teen Wolf e The Vampire Diaries. Un particolare primato detenuto dalla città è quello di ospitare numerose produzioni di film sugli zombie. La crescita nel numero di film e telefilm girati nella città georgiana è stata aiutata da un incentivo statale in forma di incentivi fiscali concessi dalla municipalità per investimenti in produzioni cinematografiche superiori a 500000 $. Per quanto riguarda la carta stampata, il giornale con la maggiore distribuzione nell'area metropolitana risulta essere l'Atlanta Journal-Constitution, nato nel 1982 dall'unione dei due maggiori giornali dell'epoca, l'Atlanta Journal e l'Atlanta Constitution.
La presenza di Università di ricerca nel campo biomedico e delle biotecnologie come Emory University e il Georgia Institute of Technology e di agenzie federali quali i Centri per la prevenzione e il controllo delle malattie (CDC) e la Food and Drug Administration (FDA) hanno favorito lo sviluppo di un importante settore high-tech che nel 2006 impiegava più di 120.000 persone piazzandola al decimo posto tra le città leader in questo settore.
Il settore immobiliare di Atlanta è stato fortemente colpito dalla crisi finanziaria del 2008 e dalla recessione che ne è seguita e che ha portato a un alto tasso di disoccupazione (al 9% nel 2012, contro una media nazionale dell'8,2%) e a un ribasso dei salari reali. In particolare nel settore immobiliare i prezzi delle case sono scesi del 2,1% nel solo mese di gennaio 2012 e del 17,3% su base annuale, un ribasso secondo solo a quello registrato a Detroit nello stesso periodo. Segni di una ripresa sono stati registrati nel 2013, quando Atlanta è stata inserito nella lista di Forbes dei Migliori Posti per il Business e la Carriera.

## Paesaggio urbano
Atlanta è suddivisa in 242 quartieri ufficialmente riconosciuti. I grattacieli, così come le attività commerciali e

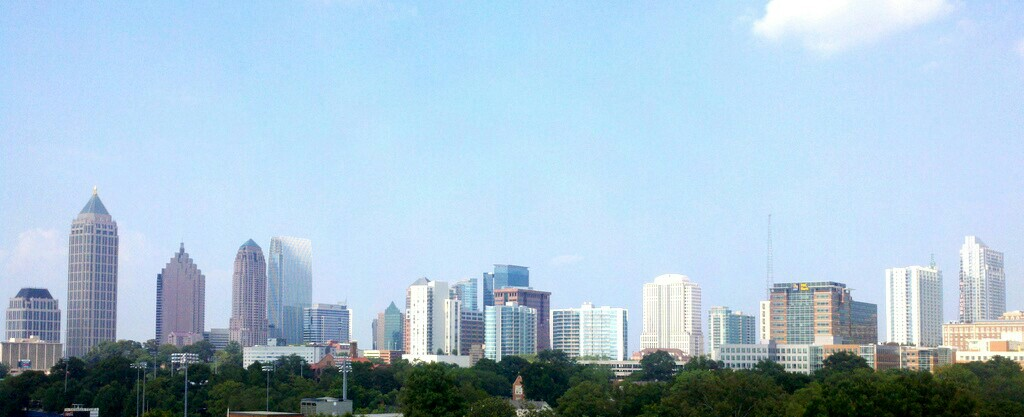
Lo skyline di Midtown Atlanta

finanziarie, sono concentrati nei distretti di Downtown, Midtown e Buckhead che si sviluppano sull'asse

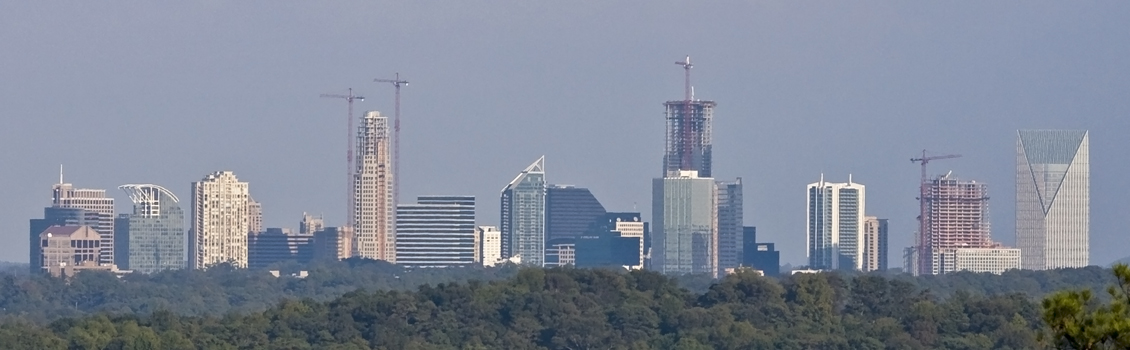
Lo skyline di Buckhead Atlanta

Sud-Nord lungo Peachtree Street. A Downtown hanno sede la maggior parte degli uffici commerciali e amministrativi, sia statali che comunali, oltre che dei maggiori impianti sportivi cittadini, su tutti il Georgia Dome e la Philips Arena, e delle principali attrazioni turistiche. Midtown Atlanta è sede di molti uffici commerciali e dei principali studi legali, oltre ad essere il distretto dove si concentrano le maggiori istituzioni culturali e universitarie. Più a Nord il distretto commerciale di Buckhead rappresenta il centro dove hanno sede le principali società finanziarie con sede ad Atlanta. Questi tre distretti sono circondati da quartieri a bassa densità abitativa costituiti da case basse unifamiliari.

### Architettura
L'incendio che distrusse gran parte della città verso il termine della guerra di secessione americana ha irrimediabilmente privato Atlanta di molte delle sue architetture dell'epoca. Questo fatto ha accentuato la propensione di Atlanta, nata come città centro di un importante snodo ferroviario per merci e passeggeri, di distinguersi da altre città degli Stati Uniti sud-orientali sviluppatesi sotto l'egida di un'aristocrazia patrizia come Savannah o Charleston i cui palazzi si presentano in stile prettamente Southern. L'influenza esercitata dal Rinascimento americano (1876-1917) è riscontrabile nella costruzione di edifici quali l'Equitable Building (1892-1971), ritenuto il primo grattacielo della città, il Candler Building (1906) e il Rhodes-Haverty Building (1929). In questo periodo nella città sono stati attivi architetti come A. Ten Eyck Brown, Francis Palmer Smith e G. Lloyd Preacher.
A iniziare dagli anni della guerra fredda sino alla prima metà degli anni novanta, sono stati eretti gli edifici più caratteristici dello Skyline di Atlanta. Tra questi spicca il Bank of America Plaza (1992) che con i suoi 312 metri è il nono grattacielo più alto degli Stati Uniti, il più alto escludendo i grattacieli di New York e Chicago. Fino alla metà degli anni ottanta la maggior parte degli edifici sono stati costruiti secondo i canoni della Modern Architecture. Esempi tutt'oggi visibili di questo periodo sono il Westin Peachtree Plaza (1976), il Georgia-Pacific Tower (1982), il State of Georgia Building (1966) e l'Atlanta Marriott Marquis (1985). A partire dalla metà degli anni ottanta e fino ai primi anni novanta si è invece imposto il gusto per l'architettura postmoderna, che ha reintrodotto elementi classici come guglie affusolate o corone ornamentali come nel One Atlantic Center (1987), in 191 Peachtree Tower (1991), e nel Four Seasons Hotel Atlanta (1992). Risale a questo periodo la costruzione della maggior parte dei grattacieli che oggi disegnano lo Skyline di Atlanta. Tra questi, oltre al già citato Bank of America Plaza, è degno di nota il SunTrust Plaza (1992) che con i suoi 265 m d'altezza rappresenta il secondo grattacielo più alto della città. Al 2012 Atlanta è la seconda città degli Stati Uniti sud-orientali (dopo Miami), e la trentatreesima nel mondo, per numero di edifici oltre i 100 metri d'altezza.
Un risultato controverso di questo rapido cambiamento urbanistico della città è stata la distruzione di alcuni importanti edifici storici quali l'Equitable Building (1892-1971), Terminal Station (1905-1972) e la biblioteca Carnegie (1902-1977). Il progetto di abbattimento del famoso Fox Theatre (1929), intrapreso a metà degli anni settanta, è stato bloccato solamente grazie all'azione intrapresa da un gruppo no-profit supportato da numerosi atlantini.

### Parchi

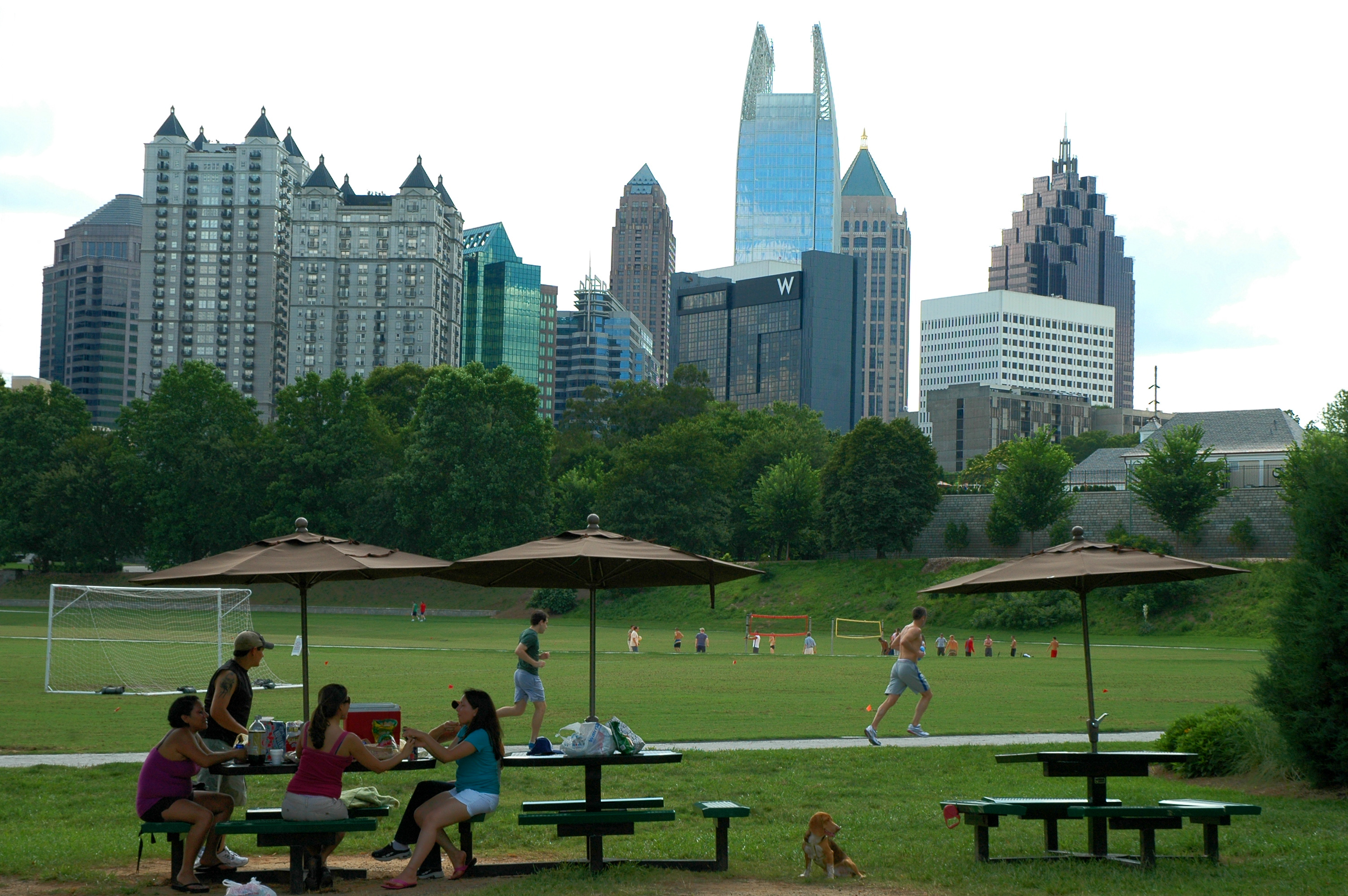
Angolo di Piedmont Park con alle spalle lo skyline di Midtown Atlanta

Uno dei soprannomi di Atlanta è "City in a forest" per la peculiare presenza, dentro i confini cittadini di una città di queste dimensioni, di un abbondante numero di alberi. Il soprannome trova conferma nei dati sulla percentuale di superficie cittadina coperta da alberi che si attesta al 36%, al di sopra della media nazionale del 27%. In contrasto a questo dato sulla superficie coperta da alberi, i 343 tra parchi, riserve naturali e giardini di Atlanta coprono una superficie complessiva di 14,66 km² ovvero il 5,6% della superficie totale della città ben sotto la media nazionale del 10%.
Il più importante parco di Atlanta è Piedmont Park, inaugurato nel 1887 per ospitare pochi anni dopo l'Esposizione Universale degli stati produttori di cotone e situato nel quartiere di Midtown Atlanta. Oltre ad ospitare il Giardino botanico di Atlanta, oltre a campi sportivi e una piscina all'aperto, durante l'anno il parco è sede di molti importanti festival cittadini come l'Atlanta Pride Festival, il Dogwood Festival, Music Midtown e il Festival Peachtree Latino. Da maggio a novembre ospita un mercato di contadini locali. Altri importanti parchi cittadini sono il Centennial Olympic Park, retaggio delle Olimpiadi del 1996; il Woodruff Park, facente parte del campus della Georgia State University; Grant Park, che ospita lo Zoo di Atlanta, il Cyclorama e il Civil War Museum di Atlanta; Chastain Park, utilizzato per concerti all'aperto. È in corso di realizzazione il progetto della BeltLine, una rete ferroviaria dismessa lunga 35 km che corre attorno ad Atlanta che verrà trasformata in una serie di parchi. Una volta completata contribuirà ad aumentare la superficie cittadina coperta da parchi del 40%.

## Società

### Evoluzione demografica
| Città di Atlanta Andamento della popolazione (1850-2020) Censimento Decennale popolazione USA | Città di Atlanta Andamento della popolazione (1850-2020) Censimento Decennale popolazione USA |
| --------------------------------------------------------------------------------------------- | --------------------------------------------------------------------------------------------- |
| 1850                                                                                          | 2 572                                                                                         |
| 1860                                                                                          | 9 554                                                                                         |
| 1870                                                                                          | 21 789                                                                                        |
| 1880                                                                                          | 37 409                                                                                        |
| 1890                                                                                          | 65 553                                                                                        |
| 1900                                                                                          | 89 872                                                                                        |
| 1910                                                                                          | 154 839                                                                                       |
| 1920                                                                                          | 200 616                                                                                       |
| 1930                                                                                          | 270 366                                                                                       |
| 1940                                                                                          | 302 288                                                                                       |
| 1950                                                                                          | 331 314                                                                                       |
| 1960                                                                                          | 487 455                                                                                       |
| 1970                                                                                          | 496 973                                                                                       |
| 1980                                                                                          | 425 022                                                                                       |
| 1990                                                                                          | 394 017                                                                                       |
| 2000                                                                                          | 416 474                                                                                       |
| 2010                                                                                          | 420 003                                                                                       |
| 2020                                                                                          | 498 415                                                                                       |

Secondo i dati dell'Ufficio del censimento degli Stati Uniti, nel 2010 Atlanta aveva una popolazione di 420 003 abitanti distribuiti con una densità di 1 232 ab/km². Nello stesso anno il reddito mediano per famiglia era di 45171 $ mentre il reddito pro capite si attestava sui 35453 $, con il 22,6% della popolazione sotto la soglia di povertà nazionale (dato solo in parte controbilanciato dal fatto che l'indice del costo della vita è inferiore del 6% rispetto al dato medio nazionale).
Secondo il censimento del 2010 la popolazione è così suddivisa per provenienza etnica:
- 54,0% afroamericani;
- 38,4% bianchi caucasici;
- 3,1% asiatici e asioamericani;
- 0,2% nativi americani;
- 2,0% più di una provenienza;
- 2,3% altro.

Da segnalare la presenza di ispanici, appartenenti a diverse delle provenienze etniche sopra citate, che costituiscono il 5,2% della popolazione cittadina. La percentuale di afroamericani rende Atlanta una delle più grandi città americane per loro presenza, in calo dal 61% del 2000 al 54% odierno a favore di altra etnia quella della popolazione bianca caucasica passata dal 31% al 38%. Questo trend, anche se molto accentuato ad Atlanta rispetto al resto degli Stati Uniti, fa parte di un ritorno all'interno dei confini cittadini dai suburbi della etnia bianca caucasica (fenomeno conosciuto come Back-to-the-city), con gli afroamericani che compiono il percorso inverso. Nel 2006 Atlanta risultava terza (dopo San Francisco e Seattle) negli Stati Uniti per presenza di persone che si definiscono lesbiche, gay, bisessuali o transgender (LGBT) sul totale della popolazione, con il 12,8% della popolazione che si definiva tale.
L'83,3% degli abitanti è di madrelingua inglese, l'8,8% spagnola, il 3,9% di altre lingue Indo-europee e il 2,8% asiatica.

### Criminalità
Per Atlanta, come per tutte le grandi città americane, gli anni ottanta e novanta segnano un declino nel numero di abitanti, che si arresterà solo negli anni 2000, e un incremento dei tassi di criminalità legato anche al diffondersi del crack. Come risultato, fino a metà degli anni novanta Atlanta era costantemente indicata tra le città più pericolose degli Stati Uniti d'America. Con il miglioramento della situazione economica e una serie di interventi nei quartieri più degradati i reati sono calati più velocemente che nel resto del Paese tra il 2001 ed il 2009, un trend non intaccato dalla recente crisi economica del 2008. Al 2012 Atlanta risulta 31ma per numero di reati.

## Cultura

### Teatro e musica
Atlanta è una delle poche città degli Stati Uniti ad avere compagnie permanenti di opera (Atlanta Opera), balletto (Atlanta Ballet), musica (Orchestra sinfonica di Atlanta) e teatro (l'Alliance Theater). Quest'ultimo si è aggiudicato un Tony Award, il più alto riconoscimento in ambito di teatro, nel 2007. Il distretto dove si concentrano gli spettacoli è Midtown Atlanta, in particolare all'interno del Woodruff Arts Center.
Il teatro storico della città è il Fox Theatre, risalente al 1929, che spesso ospita musical di Broadway.

### Educazione
Atlanta è sede di più di venti università, sia pubbliche che private. Nella città ha sede il Georgia Tech, uno dei più importanti centri di ricerca tecnologica degli Stati Uniti. In Downtown Atlanta ha invece sede l'università di Georgia State, anch'essa pubblica, mentre nel quartiere Decatur sorge la prestigiosa università privata Emory University.

### Musei e attrazioni

#### Midtown
Probabilmente il più importante museo che ha sede in città è l'High Museum of Art. Il museo, inizialmente progettato dall'architetto Richard Meier recentemente ampliato, ospita collezioni permanenti e temporanee. Le esposizioni permanenti includono opere di artisti statunitensi del XIX e XX secolo, artisti europei, opere di arte decorativa, arte moderna e contemporanea e fotografia. La Margaret Mitchell House ha sede a Midtown Atlanta, di fronte al palazzo della Federal Reserve di Atlanta. Ospita una mostra sul romanzo Via col vento e sul film. È possibile visitare l'interno della casa dove l'autrice, Margaret Mitchell, ha scritto il romanzo. La Federal Reserve di Atlanta, una delle 12 filiali della Federal Reserve presenti negli Stati Uniti, sorge di fronte alla Margaret Mitchell House. Ospita un museo con diversi percorsi tematici che mirano a spiegare come funzioni il sistema della Federal Reserve statunitense, come si sia evoluta nel tempo la storia delle banconote americane e mondiali e quali sono le prospettive future sui metodi di pagamento negli anni a venire.

#### Area del Centennial Olympic Park
Il Centennial Olympic Park è situato in Downtown Atlanta e rappresenta la memoria della città sulle Olimpiadi del 1996 che ebbero luogo ad Atlanta. Diverse piazzette commemorano i valori olimpici e i nomi di tutti i medagliati olimpionici. Affacciato sul parco si trovano molte attrazioni turistiche, a cominciare dal Georgia Aquarium. L'acquario, inaugurato nel novembre del 2005, ha detenuto a lungo il record di più grande acquario al mondo, con 120 000 pesci divisi in 500 specie e 6,3 milioni di galloni d'acqua. Di fronte all'acquario si trova il World of Coca Cola, una delle maggiori attrazioni turistiche della città. Sempre affacciato sulla piazza del Centennial Olympic Park si trova il CNN Center che ospita la sede della CNN (della quale è possibile fare un tour). Alle spalle del CNN Center sorgono i campi da gioco delle squadre di Atlanta che militano nei campionati professionistici americani: la Philips Arena, che dalla sua inaugurazione nel 1999 ospita le gare interne degli Atlanta Hawks che militano in NBA; il Georgia Dome, campo di gioco degli Atlanta Falcons, militanti nella NFL.

#### Buckhead
L'Atlanta History Center, situato nel quartiere di Buckhead, propone al suo interno una mostra sull'evoluzione della città dalla fondazione a oggi, un percorso tematico sulla Guerra di Secessione e un'esposizione sull'Olimpiade che si è disputata ad Atlanta nel 1996. Nella parte esterna del museo si possono trovare esempi di case georgiane dell'età vittoriana.

#### Sweet Auburn
Il Martin Luther King Jr. National Historic Site si trova nel quartiere storico di Sweet Auburn. È gestito dal National Park Service e presenta una mostra sulla vita di Martin Luther King e della sua famiglia. Nei dintorni del museo sono presenti la tomba di Martin Luther King e Coretta Scott King, la Ebenezer Baptist Church e la casa natale di King.

### Media
- La serie televisiva Dynasty è ambientata proprio ad Atlanta.
- Il film A spasso con Daisy è ambientato ad Atlanta, in un periodo di circa trent'anni, compreso tra la fine degli anni '40 e l'inizio degli anni '70.
- Atlanta veste come location nel film teen drama Tuo, Simon, interpretato da Nick Robinson.
- Atlanta veste come location nella omonima serie tv campione d'ascolti The Walking Dead, in cui i protagonisti cercano di sopravvivere ad un'epidemia che ha trasformato gli abitanti del pianeta in zombie.
- È presente in un episodio di Futurama, in cui compare come città sommersa abitata da umani evolutisi in sirene e dove sono inquadrati i più importanti edifici e stabilimenti, tra cui lo stadio e la sede della Coca-Cola.
- È la città dell'avvocato Benjamin "Ben" Matlock, della serie televisiva Matlock, interpretata da Andy Griffith.
- Viene utilizzata come location delle riprese delle serie tv The Vampire Diaries e The Originals.
- Le scene iniziali del film Greenland sono ambientate ad Atlanta.
- Nella serie-tv Miami Vice, la moglie, dalla quale ha divorziato, e il figlio di Sonny Crockett, il personaggio interpretato da Don Johnson, risiedono ad Atlanta.
- La serie-tv Containment si svolge in Atlanta, dove interviene La Centers for Disease Control and Prevention per cercare di controllare una epidemia a causa di un virus.
- La serie tv Atlanta è ambientata proprio ad Atlanta.
- La maggior parte delle scene del film Flight sono ambientate ad Atlanta.
- Parte del film Via Col Vento si svolge ad Atlanta, così come per la miniserie Scarlett.
- Le scene iniziali del film Black Dog sono ambientate ad Atlanta.
- La serie tv Teenage Bounty Hunters è ambientata ad Atlanta.

## Infrastrutture e trasporti
Il cuore del trasporto pubblico di Atlanta è rappresentato dalla rete di metropolitana gestita dalla MARTA (Metropolitan Atlanta Rapid Transit Authority), tra le più trafficate degli Stati Uniti. Il sistema di trasporti pubblici è completato dal sistema di trasporto su bus gestito dalla stessa MARTA che collegano le stazioni della metropolitana sia con i quartieri della città non serviti che le municipalità limitrofe ad Atlanta. Tuttavia la maggior parte degli atlantini si muove usando l'automobile, creando ingorghi nelle ore di punta e aiutando a fare risultare Atlanta una delle città più inquinate degli Stati Uniti. Nonostante questi problemi i cittadini delle contee di Fulton e DeKalb hanno bocciato a luglio 2012 un aumento di tasse (T-SPLOST) che avrebbe previsto un ampliamento e potenziamento della rete di trasporti pubblici.

### Metropolitana

Piantina raffigurante la rete metropolitana di Atlanta

La costruzione della metropolitana incominciò nel 1975 per diventare operativa il 30 giugno del 1979. La linea metropolitana di Atlanta è composta da 38 stazioni disposte lungo 76,6 km di rotaie con alternanza di tratti sottoterra e al livello della strada. Al 2012 la metropolitana di Atlanta era utilizzata in media giornalmente 422 400 passeggeri e impiegava circa 5 000 dipendenti part-time o a tempo pieno. Il servizio MARTA ha il suo proprio servizio di polizia, la MARTA Police.
Sulle rotaie corrono quattro linee della metropolitana:
- la linea Rossa che corre da nord a sud;
- la linea Oro che corre da nordest a sud;
- la linea Blu che corre da est a ovest;
- la linea Verde che corre da est a nordovest[80].

La stazione situata più in profondità è la Peachtree Center Station, 36 metri in profondità sotto Downtown Atlanta. Il punto di incontro di tutte le linee è la stazione di Five Points, posizionata in Downtown Atlanta. I treni sono controllati in remoto tramite un Sistema di Controllo Automatico, tuttavia è sempre presente un guidatore a bordo per annunciare le fermate, operare le porte e prendere il controllo manuale in caso di malfunzionamento. La rete ferroviaria è completata da un servizio di bus che collegano le aree limitrofe ad Atlanta con le stazioni delle metropolitana.

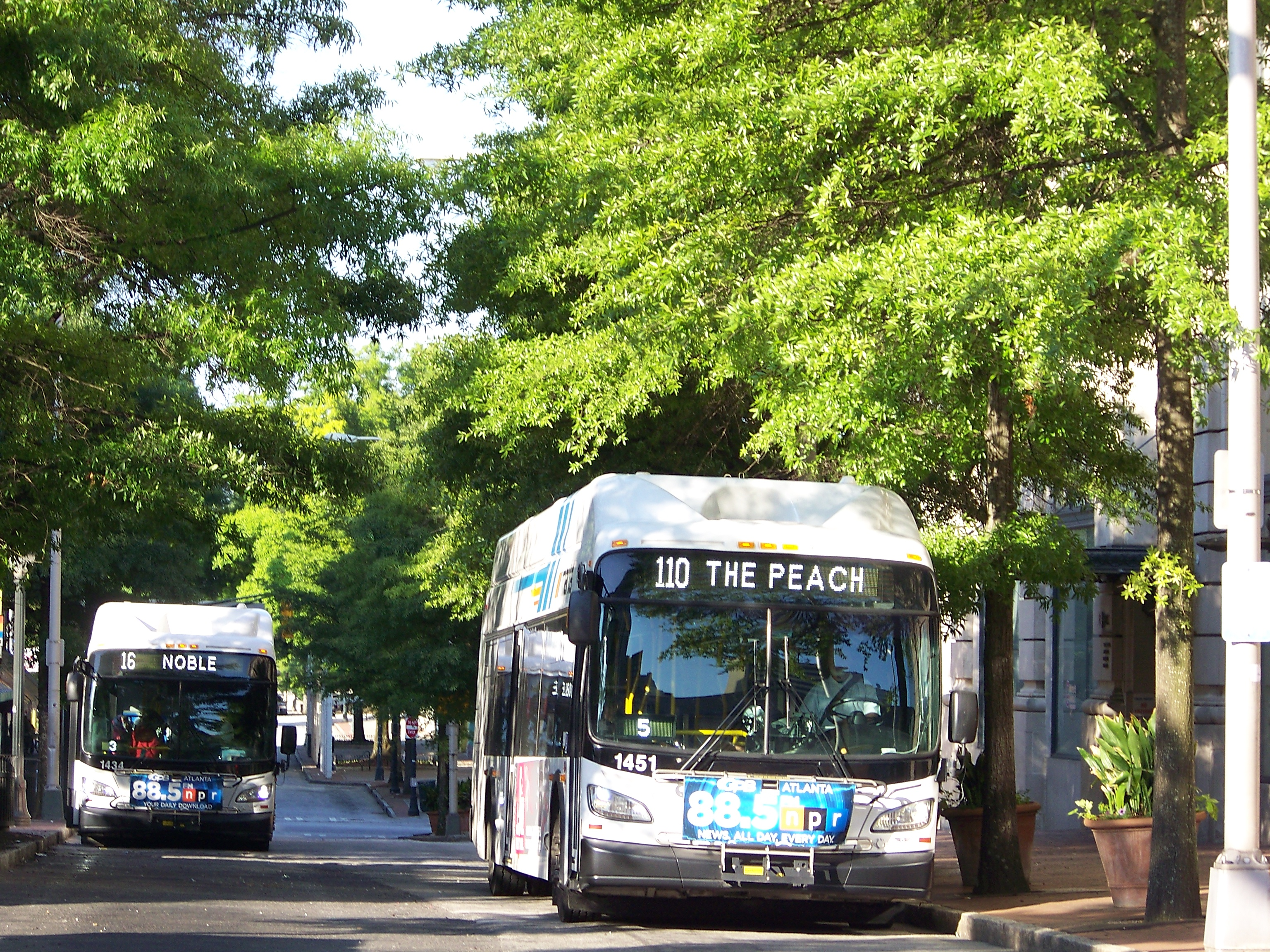
Dei tipici autobus di Atlanta

### Tram
Dal 30 dicembre 2014, il centro della città è servito da una linea tranviaria con 12 stazioni.

### Autobus
Il sistema di Autobus gestito da MARTA serve un'ampia regione all'interno e all'esterno dei confini cittadini. Oltre a servire da tramite con le zone della città distanti dalle stazioni della metropolitana, infatti, serve anche come connettore tra queste ultime e le città limitrofe quali Roswell e Alpharetta (a Nord di Fulton) e altri agglomerati urbani a sud di DeKalb. Al 2010 le linee di autobus erano 91 e gli autobus in funzione 554, la maggior parte dei quali connessi con le stazioni della metropolitana. Nei pressi di queste ultime MARTA provvede parcheggi per la maggior parte gratuiti.
Il colore degli autobus è bianco, con i colori della MARTA (azzurro, giallo e rosso) presenti sulle fiancate.

### Aeroporti
All'interno dei confini cittadini sono presenti tre aeroporti:
- Hartsfield-Jackson Atlanta International Airport (IATA: ATL; ICAO: KATL), il principale aeroporto della città, è stato nel 2005, nel 2006 e nel 2011 il più trafficato del mondo per numero di passeggeri[83]. Offre voli verso più di 150 destinazioni nazionali e oltre 80 in altre 52 nazioni, che lo portano ad avere circa 2 700 tra arrivi e partenze ogni giorno[84]. L'aeroporto rappresenta l'hub principale per i vettori Delta Air Lines e AirTrain Airways. L'accesso all'aeroporto tramite trasporti pubblici è possibile tramite la stazione della metropolitana Airport Station. Una rete di autobus gratuiti interni all'aeroporto permette ai viaggiatori di raggiungere tutti i terminal interni;
- Fulton County Airport (IATA: FTY; ICAO: KFTY) è un aeroporto locale situato ad Ovest di Atlanta e operato dalla contea di Fulton in collaborazione con lo Stato della Georgia;
- DeKalb-Peachtree Airport (IATA: PDK; ICAO: KPDK).

## Amministrazione

### Gemellaggi
Atlanta è la sister city delle seguenti 23 città:
- Bruxelles, dal 1983
- Salisburgo, dal 1967
- Montego Bay, dal 1972
- Rio de Janeiro, dal 1972
- Lagos, dal 1974
- Taipei, dal 1979
- Tolosa, dal 1974
- Newcastle upon Tyne, dal 1977
- Taegu, dal 1981
- Port of Spain, dal 1987
- Tbilisi, dal 1987
- Asmara, dal 1993
- Olimpia, dal 1995
- Bucarest, dal 1994
- Cotonou, dal 1995
- Salcedo, dal 1997
- Norimberga, dal 1998
- Pekanbaru, dal 1999
- Ra'anana, dal 2000
- Yokneam Illit, dal 2000
- Fukuoka, dal 2005
- Kumasi, dal 2010

## Sport
L'evento sportivo più importante svoltosi in città sono stati i XXVI Giochi olimpici estivi del 1996.
Sono di Atlanta numerose squadre sportive:
- Atlanta Hawks squadra di basket della NBA
- Atlanta Falcons squadra di football americano della NFL
- Atlanta Braves squadra di baseball della MLB
- Atlanta United squadra di calcio della MLS
- Atlanta Dream squadra di basket femminile della WNBA
- Georgia Swarm squadra di Indoor Lacrosse della NLL
- Rugby ATL squadra di Rugby della MLR
- LOVB Atlanta squadra di pallavolo femminile della LOVB

Fino al 2011 la città ospitava gli Atlanta Thrashers, squadra di hockey su ghiaccio della NHL, poi tramutatasi nei Winnipeg Jets dopo il trasferimento a Winnipeg in Canada.
Ha ospitato diversi tornei dei circuito maggiore tennistico, tra il 1969 e il 1986 si svolse con varie interruzioni l'Atlanta Open WCT, che fece parte dei circuiti maschili WCT e Grand Prix, Tra il 1975 e il 1983 si giocò il Virginia Slims of Atlanta, evento del WTA Tour femminile. Tra il 1992 e il 2001 si giocarono 10 edizioni dell'Atlanta Tennis Challenge e dal 2010 ospita l'Atlanta Open, entrambi tornei dell'ATP Tour.
Si tennero ad Atlanta la XXVIII, XXXIV e LIII Super Bowl, finale del campionato della National Football League.
È stata inoltre la sede della WCW, defunta federazione di wrestling statunitense di proprietà del miliardario Ted Turner, nata nel 1988 e fallita nel 2001.